# Guria
Guria (gruz. გურია) – region (mchare) w zachodniej Gruzji, leżący nad wschodnim brzegiem Morza Czarnego. Stolicą regionu jest miasto Ozurgeti. Obszar jest zamieszkały przez Gurijczyków, etnicznych Gruzinów, którzy mówią dialektem języka gruzińskiego.

## Geografia
Guria graniczy z Megrelią i Górną Swanetią od północnego zachodu, Imeretią od północy, Samcche-Dżawachetią od wschodu, Adżarią od południa, leży nad wschodnim brzegiem Morza Czarnego. Region ma powierzchnię 2033 km².
W północnej części regionu znajduje się Kolchidzki Park Narodowy.
Guria podzielona jest na 3 gminy, wraz z liczbą mieszkańców (2016 r.):
1. Ozurgeti (gmina) – 48 000
2. Lanczchuti (gmina) – 31 500
3. Czochatauri (gmina) – 18 900

## Historia

Flaga księstwa Guria

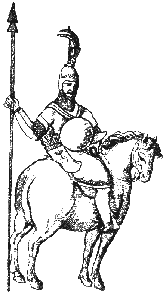
Książę Mamia Gurieli (XVI wiek)

Pierwsze wzmianki o „Gurii” pojawiają się około 800 roku w gruzińskiej kronice Dżuanszera.
Prowincja znajdowała się pod panowaniem zachodniogruzińskich władców aż do utworzenia Królestwa Abchazji i Gruzji w X wieku. Guria była wtedy prowincją (saeristawo) rządzoną przez księcia (eristawi). Wykorzystując pogrążające się w chaosie w 1466 roku Królestwo Gruzji, Guria przekształciła się w niezależne księstwo (samtawro) pod władaniem szlacheckiego rodu Gurieli, nominowanych lenników królów Imeretii. Zaatakowane w XVI wieku przez Imperium osmańskie księstwo utraciło Adżarię oraz znalazło się pod wpływami Sułtana. W wyniku sporów z sąsiednimi władcami, dwóch książąt z rodziny Gurieli zostało królami Imeretii – Giorgi III Gurieli (panował w latach 1664–1684) oraz Mamia III Gurieli (panował w latach 1689–1714). W XVIII wieku władcy Gurii brali udział w antyosmańskich wojnach wyzwolenia zachodniej Gruzji. Rezultatem tego było całkowite utracenie Adżarii i Dolnej Gurii, gdzie przeprowadzono islamizacje. 19 czerwca 1810 roku Mamia V Gurieli zaakceptował rosyjską suwerenność. W wyniku czego w latach 1819–1820 wybuchło powstanie. W 1828 Carat obalił księstwo i włączył je do Guberni Kutaisi w 1840 roku. W 1841 oraz w 1905 wybuchły powstania przeciwko władzy rosyjskiej, zostały one jednak brutalnie stłumione. Byłe księstwo Guria w latach 1918–1921 zostało podzielone na trzy okręgi. Od 1995 został utworzony region (mchare) Guria.

## Etymologia nazwy „Guria”
Nazwa „Guria” prawdopodobnie oznacza „niespokojna ziemia”, ma to związek z wydarzeniami z VIII i IX wieku, kiedy to Leon został królem Abchazji, Guruls odmówił posłuszeństwa władcy Odzrche i dołączył się do Leona. Wydarzenia te zostały opisane w książce historycznej Bagrationi z XVIII wieku.

## Gospodarka

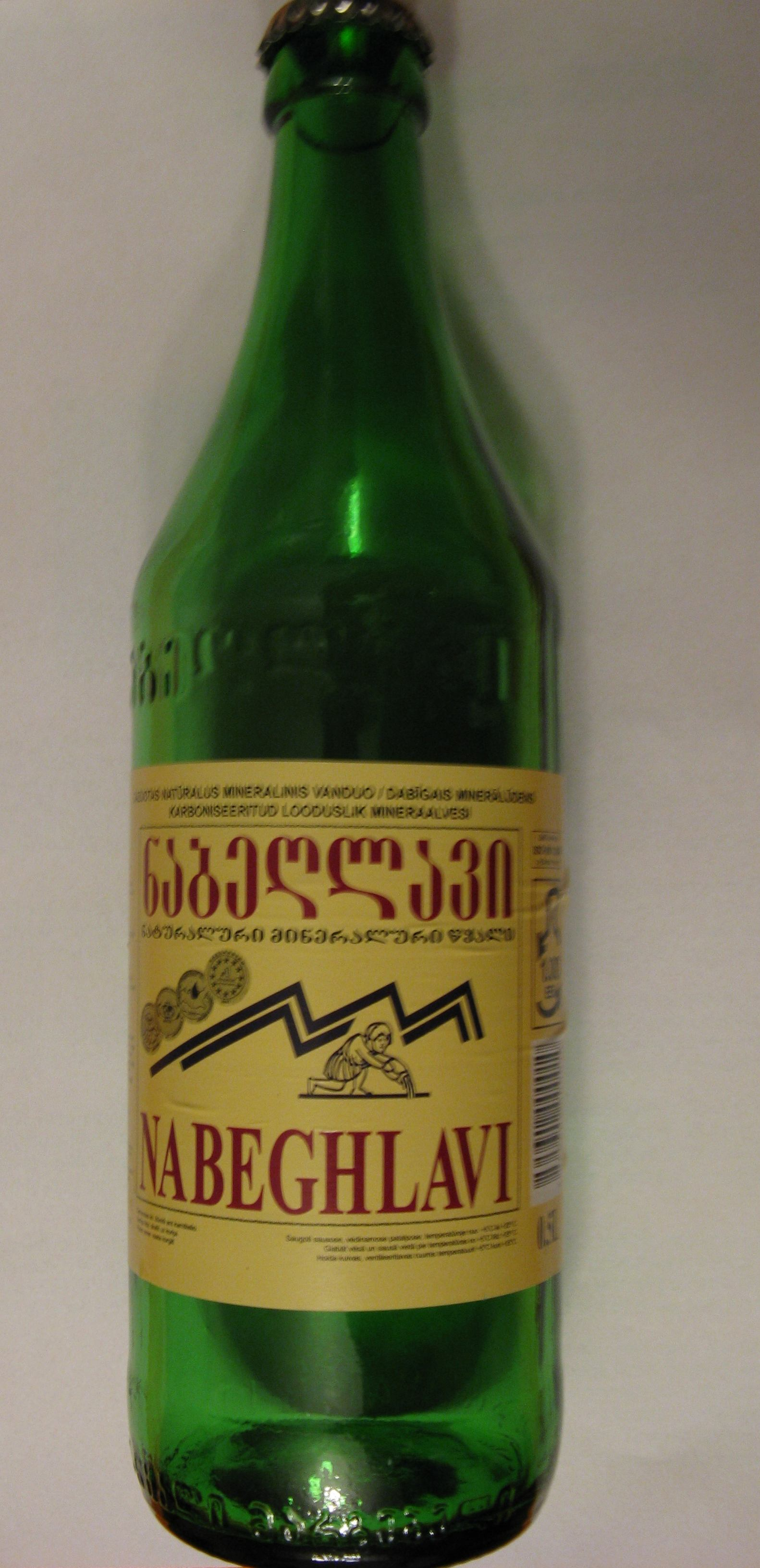
Woda mineralna Nabeghlawi

Subtropikalna gospodarka jest podstawą rozwoju regionu. Guria jest znana z bardzo dobrej wody, słynie z wody mineralnej Nabeghlawi (podobna pod względem składu chemicznego do wody z Bordżomi). Guria jest jednym z największych producentów herbaty w Gruzji.

## Znani Gurijczycy
- Eduard Szewardnadze – prezydent Gruzji w latach 1995–2003,
- Noe Żordania – premier niepodległej Gruzji w latach 1918 do 1921,
- Nodar Dumbadze – pisarz,
- Gabriel (Kikodze) – biskup Imereti (XIX wiek),
- Pawle Ingorokwa (1893–1990) – historyk, psycholog,
- Ekwtime Takaiszwili (1862–1952) – historyk.